# Nordic Global Airlines
Nordic Global Airlines (NGA) war eine finnische Frachtfluggesellschaft mit Sitz und Basis auf dem Flughafen Helsinki-Vantaa. Die Gesellschaft gehörte Finnair (40 %), Daken Capital Partners (29 %), Neff Capital Management (20 %) und Ilmarinen Mutual Insurance Company (11 %).

## Geschichte
Seit dem Beginn der kommerziellen Unternehmung im August 2014 war NGA auf Flugzeug-Leasing spezialisiert mit Frachtflugzeugen für Langzeit-Kunden sowie auf Ad hoc-Charterbasis. Ende Mai 2015 wurde der Flugbetrieb wegen Überkapazität und sinkender Rendite eingestellt.

## Flugziele
Von ihrer Heimatbasis in Helsinki und den operativen Hubs in Brüssel, Ostende und Lüttich (Belgien) flog NGA zu den verschiedenen Zielen in Europa, dem Nahen Osten, Afrika, Asien und Nordamerika.

## Flotte
Mit Stand April 2015 bestand die Flotte der Nordic Global Airlines aus vier McDonnell Douglas MD-11F.